# 皂河镇
皂河镇，是中华人民共和国江苏省宿迁市宿豫区下辖的一个乡镇级行政单位。

## 行政区划
皂河镇下辖以下地区：
街东社区、街西社区、船闸社区、新农社区、谢庄村、王营村、八井村、龙岗村、七堡村、刘庄村、金庄村、阎南村、阎集村、袁甸村、要武村、戴场村、三湾村和王圩村。